# Romeo Vermant
Romeo Vermant (* 24. Januar 2004 in Gelsenkirchen) ist ein belgischer Fußballspieler, der beim FC Brügge in der belgischen Division 1A spielt.

## Karriere
Vermant begann seine Karriere beim FC Brügge. Am 18. März 2023 gab Vermant im Auswärtsspiel gegen den KV Kortrijk sein Debüt. Im Mai 2023 verlängerte Vermant seine Vertragslaufzeit in Brügge vorzeitig bis Mitte 2026. Im Januar 2024 wurde der Stürmer an den belgischen Erstligisten KVC Westerlo verliehen.

### Nationalmannschaft
2023 stand Vermant im Kader der belgischen U-21-Nationalmannschaft.

## Erfolge
- Belgischer Pokalsieger: 2024/25

## Privates
Romeo Vermant ist der Sohn von Sven Vermant.